# Illawarra Highway
Der Illawarra Highway ist eine Fernstraße im Südosten des australischen Bundesstaates New South Wales. Er verbindet den Hume Highway in Sutton Forest mit dem Princes Highway in Albion Park (Wollongong). Diese Verbindungsstraße wurde als R48 nummeriert.

## Namensherkunft
Die Straße wurde nach der Region, die sie durchzieht, der Illawarra, benannt.

## Verlauf
Die Straße zweigt westlich von Sutton Forest vom Hume Highway (N31) nach Osten ab. Durch die Stadt Moss Vale führt sie zum Macquarie Pass, den sie steil und mit vielen Haarnadelkurven überwindet. Für Schwerverkehr ist der Illawarra Highway ungeeignet. Auf dem Pass findet sich der am weitesten südlich gelegene subtropischen Regenwald Australiens.
Schließlich endet der Highway am Princes Highway (R1) in Albion Park, südlich von Wollongong.
Typisch für die Strecke sind die nahegelegenen Nationalparks, wie der Macquarie-Pass-Nationalpark, der Morton-Nationalpark und der Budderoo-Nationalpark, sowie die kleinen Landstädtchen mit intakten Bauten aus dem 19. Jahrhundert, wie Moss Vale und Robertson.

## Wichtige Kreuzungen und Anschlüsse
| Illawarra Highway |                                |                                 |                                                       |
| Anschlüsse Richtung Westen | Entfernung nach Goulburn (km)  | Entfernung nach Wollongong (km) | Anschlüsse Richtung Osten                             |
| Ende Illawarra Highway weiter als Canyonleigh Road nach Canyonleigh                                                                           | --                             | 81,5                            | Beginn Illawarra Highway von der Canyonleigh Road     |
| Mittagong, Campbelltown, Sydney Hume Freeway                                                                                                  | --                             | 81,5                            | Mittagong, Campbelltown, Sydney Hume Freeway          |
| Goulburn, Canberra, Melbourne Hume Freeway | 57                             | 81                              | Goulburn, Canberra, Melbourne Hume Freeway            |
| Exeter Exeter Road | 63                             | 75                              | Sutton Forest                                         |
| Sutton Forest | 63                             | 75                              | Exeter Exeter Road                                    |
| Anschlüsse Richtung Westen | Entfernung nach Moss Vale (km) | Entfernung nach Wollongong (km) | Anschlüsse Richtung Osten                             |
| \|MAIN-SOUTHERN-EISENBAHNLINIE | 0                              | 69                              | Moss Vale                                             |
| Moss Vale | 0                              | 69                              | MAIN-SOUTHERN-EISENBAHNLINIE                          |
| weiter als | 1                              | 68                              | Bowral, Mittagong Argyle Road                         |
| Bowral, Mittagong, Sydney Argyle Road | 1                              | 68                              | duplexes with                                         |
| duplexes with | 5                              | 64                              | Kangaroo Valley, Nowra Nowra Road                     |
| Nowra Nowra Road | 5                              | 64                              | weiter als                                            |
| weiter als | 11                             | 58                              | Bowral, Mittagong Sheepwash Road Nowra Sheepwash Road |
| Kangaroo Valley, Nowra Sheepwash Road Bowral, Mittagong Sheepwash Road                                                                        | 11                             | 58                              | duplexes with                                         |
| EISENBAHNLINIE UNANDERRA-MOSS VALE | 21                             | 48                              | EISENBAHNLINIE UNANDERRA-MOSS VALE                    |
| Robertson | 22                             | 47                              | Robertson                                             |
| EISENBAHNLINIE UNANDERRA-MOSS VALE | 25                             | 44                              | EISENBAHNLINIE UNANDERRA-MOSS VALE                    |
| zusammen mit | 25,5                           | 43,5                            | Jamberoo, Kiama Jamberoo Mountain Road                |
| Jamberoo, Kiama Jamberoo Mountain Road | 25,5                           | 43,5                            | weiter als                                            |
| EISENBAHNLINIE UNANDERRA-MOSS VALE | 26,5                           | 42,5                            | EISENBAHNLINIE UNANDERRA-MOSS VALE                    |
| EISENBAHNLINIE UNANDERRA-MOSS VALE | 28                             | 41                              | EISENBAHNLINIE UNANDERRA-MOSS VALE                    |
| Shellharbour Tongarra Road | 46,5                           | 22,5                            | Albion Park                                           |
| Albion Park | 46,5                           | 22,5                            | Shellharbour, Kiama Tongarra Road                     |
| Beginn Illawarra Highway | 49                             | 20                              | Ende Illawarra Highway                                |
| Kreisverkehr (im Uhrzeigersinn vom Highway aus) Princes Highway nach Wollongong und Sydney Princes Highway nach Shellharbour, Kiama und Nowra |                                |                                 |                                                       |